# 大沟口水库
大沟口水库是中国河南省洛阳市洛宁县境内的一座水库，位于马营河上，建于1980年。水库正常库容为658万立方米，集雨面积为65平方千米，海拔为596.96米。